# Eujalmenus
Eujalmenus is een geslacht van kevers uit de familie van de loopkevers (Carabidae). De wetenschappelijke naam van het geslacht is voor het eerst geldig gepubliceerd in 2002 door Bousquet.

## Soorten
Het geslacht Eujalmenus omvat de volgende soorten:
- Eujalmenus auricolor (Liebke, 1935)
- Eujalmenus besckei (Liebke, 1939)
- Eujalmenus gounellei (Liebke, 1935)
- Eujalmenus purpuratus (Liebke, 1935)